# Selvitsa variabilis
Selvitsa variabilis är en insektsart som beskrevs av Rodney Ramiro Cavichioli 1989. Selvitsa variabilis ingår i släktet Selvitsa och familjen dvärgstritar. Inga underarter finns listade i Catalogue of Life.